# Liga Femenina FPF 2021
La Liga Femenina FPF 2021 fue la primera edición bajo el formato de liga nacional descentralizada, cuya organización, desarrollo y promoción estuvo a cargo de la Federación Peruana de Fútbol. El Club Alianza Lima se coronó como el primer campeón del torneo y consiguió su primer título nacional de fútbol femenino.
La Liga comenzó el 29 de mayo de 2021 con la fase regular y culminó el 4 de septiembre de 2021 con la final nacional para definir al campeón. Fue transmitida por televisión por primera vez en la historia de la disciplina en el país a través del canal Movistar Deportes. También se unieron ATV y DirecTV Sports para transmitir los encuentros a partir de las semifinales del torneo. No hubo descensos al final de la etapa regular.

## Sistema de competición
El campeonato estuvo constituido de dos etapas: una fase inicial y una fase final. Todo el torneo se disputó íntegramente en la ciudad de Lima debido a las restricciones por la pandemia de COVID-19.
En la fase inicial los 13 equipos jugaron mediante el sistema de todos contra todos a una sola rueda, totalizando cada equipo 12 partidos, es decir, 13 fechas y 78 partidos en total. 
Acto seguido, en la fase final, los dos mejor ubicados de la tabla de la fase inicial avanzaron directo a las semifinales, mientras que los cuatro siguientes en la tabla jugaron repechajes para acceder también a las semifinales. Para concluir, los vencedores de las semifinales disputaron el título en una final. Todas las rondas de esta fase fueron a un solo partido. En el caso de empate en el tiempo reglamentario se definieron las llaves por tiros desde el punto penal, salvo en la final, dónde se jugaría prórroga antes de los penales.
El sorteo de la fase inicial se llevó a cabo el 24 de mayo. 
Con respecto, a la bolsa de minutos, es obligatorio que una futbolista de la categoría 2002 en adelante, juegue 90 minutos por partido. 
Cada club debe presentar al menos una mujer en el comando técnico. 
Se permite 3 jugadoras extranjeras por club, pero solo 2 pueden jugar en simultáneo.
| Estadio |                                                        |  |
|         |                                                        |  |
|         | Estadio de la Universidad Nacional Mayor de San Marcos |  |

## Equipos participantes

### Información de los clubes
| Equipo                    | Entrenador(a)   | Proveedor | Auspiciador       |
| ------------------------- | --------------- | --------- | ----------------- |
| Academia Cantolao         | Vivian Ayres    | Verco     |                   |
| Alianza Lima              | Samir Mendoza   | Nike      | Banco Pichincha   |
| Atlético Trujillo         | Danny Pita      | Balloon   |                   |
| Ayacucho FC               | Oseias de Souza | Adris     |                   |
| Carlos A. Mannucci        | Luis Cordero    | Walon     | Colchones Paraíso |
| Deportivo Municipal       | Rones Bernable  | Umbro     |                   |
| FC Killas                 | Richard Salcedo | Walon     | 2K Inmobiliaria   |
| Sport Boys                | Alexandra Díaz  | Sep7em    |                   |
| Sporting Cristal          | Olienka Salinas | Adidas    |                   |
| Universidad César Vallejo | Daniel Ayudante | Real      | UCV               |
| Universidad San Martín    | Miguel Granados | New Life  | USMP              |
| UTC                       | Edwin Arévalo   | Real      |                   |
| Universitario             | Juan Durand     | Marathon  | Inmunimed         |

### Localización
Perú está dividido en 24 departamentos y una provincia constitucional, 6 están representados en el campeonato con por lo menos un equipo. El Departamento de Lima cuenta con la mayor cantidad de representantes (6 equipos), le siguen el Departamento de La Libertad (3 equipos) y la Provincia Constitucional del Callao (2 equipos).
| Provincia de Lima | 6 | Alianza Lima, Deportivo Municipal, Killas, Sporting Cristal, Universidad San Martín y Universitario | Alianza Lima Deportivo Municipal Killas Sporting Cristal U. San Martín Universitario UTC A. Trujillo Carlos A. Mannucci U. César Vallejo Ayacucho FC A. Cantolao Sport · Boys Localización de los equipos de la Liga Femenina 2021 |  |
| La Libertad       | 3 | Atlético Trujillo, Carlos A. Mannucci y Universidad César Vallejo                                   | Alianza Lima Deportivo Municipal Killas Sporting Cristal U. San Martín Universitario UTC A. Trujillo Carlos A. Mannucci U. César Vallejo Ayacucho FC A. Cantolao Sport · Boys Localización de los equipos de la Liga Femenina 2021 |  |
| Callao            | 2 | Academia Cantolao y Sport Boys                                                                      | Alianza Lima Deportivo Municipal Killas Sporting Cristal U. San Martín Universitario UTC A. Trujillo Carlos A. Mannucci U. César Vallejo Ayacucho FC A. Cantolao Sport · Boys Localización de los equipos de la Liga Femenina 2021 |  |
| Ayacucho          | 1 | Ayacucho FC                                                                                         | Alianza Lima Deportivo Municipal Killas Sporting Cristal U. San Martín Universitario UTC A. Trujillo Carlos A. Mannucci U. César Vallejo Ayacucho FC A. Cantolao Sport · Boys Localización de los equipos de la Liga Femenina 2021 |  |
| Cajamarca         | 1 | UTC                                                                                                 | Alianza Lima Deportivo Municipal Killas Sporting Cristal U. San Martín Universitario UTC A. Trujillo Carlos A. Mannucci U. César Vallejo Ayacucho FC A. Cantolao Sport · Boys Localización de los equipos de la Liga Femenina 2021 |  |

## Fase inicial

### Tabla de posiciones
| Pos. | Equipo                    | PJ | PG | PE | PP | GF | GC | DG  | Pts. | Clasificación |
| ---- | ------------------------- | -- | -- | -- | -- | -- | -- | --- | ---- | ------------- |
| 1.°  | Alianza Lima              | 12 | 11 | 1  | 0  | 68 | 0  | +68 | 34   | Semifinales   |
| 2.°  | Universitario             | 12 | 11 | 1  | 0  | 62 | 2  | +60 | 34   | Semifinales   |
| 3.°  | Carlos A. Mannucci        | 12 | 8  | 1  | 3  | 35 | 11 | +24 | 25   | Repechajes    |
| 4.°  | Universidad César Vallejo | 12 | 7  | 1  | 4  | 24 | 9  | +15 | 22   | Repechajes    |
| 5.°  | Academia Cantolao         | 12 | 7  | 1  | 4  | 26 | 21 | +5  | 22   | Repechajes    |
| 6.°  | Sporting Cristal          | 12 | 6  | 2  | 4  | 40 | 13 | +27 | 20   | Repechajes    |
| 7.°  | Atlético Trujillo         | 12 | 6  | 0  | 6  | 22 | 33 | -11 | 18   |               |
| 8.°  | Deportivo Municipal       | 12 | 5  | 1  | 5  | 20 | 28 | -8  | 16   |               |
| 9.°  | FC Killas                 | 12 | 3  | 4  | 5  | 16 | 29 | -13 | 13   |               |
| 10.° | Ayacucho FC               | 12 | 3  | 1  | 8  | 19 | 43 | -24 | 10   |               |
| 11.° | Universidad San Martín    | 12 | 3  | 0  | 9  | 12 | 50 | -38 | 9    |               |
| 12.° | UTC                       | 12 | 0  | 2  | 10 | 9  | 56 | -47 | 2    |               |
| 13.° | Sport Boys                | 12 | 0  | 1  | 11 | 8  | 66 | -58 | 1    |               |

### Evolución de la clasificación
| Equipo / Fecha            | 1  | 2  | 3  | 4  | 5  | 6  | 7  | 8  | 9  | 10 | 11 | 12 | 13 |
| ------------------------- | -- | -- | -- | -- | -- | -- | -- | -- | -- | -- | -- | -- | -- |
| Academia Cantolao         | 5  | 7  | 6  | 8  | 7  | 7  | 8  | 5  | 4  | 4  | 4  | 5  | 5  |
| Alianza Lima              | 2  | 2  | 2  | 2  | 2  | 2  | 2  | 1  | 2  | 2  | 1  | 1  | 1  |
| Atlético Trujillo         | 8  | 6  | 7  | 9  | 9  | 8  | 7  | 8  | 9  | 8  | 9  | 8  | 7  |
| Ayacucho FC               | 7  | 8  | 10 | 6  | 8  | 9  | 9  | 10 | 10 | 10 | 10 | 10 | 10 |
| Carlos A. Mannucci        | 4  | 3  | 4  | 4  | 3  | 3  | 3  | 3  | 3  | 3  | 3  | 3  | 3  |
| Deportivo Municipal       | 11 | 12 | 13 | 10 | 10 | 10 | 10 | 9  | 8  | 9  | 7  | 7  | 8  |
| FC Killas                 | 12 | 9  | 11 | 7  | 6  | 5  | 5  | 6  | 7  | 7  | 8  | 9  | 9  |
| Sport Boys                | 10 | 13 | 12 | 13 | 13 | 13 | 13 | 12 | 12 | 12 | 13 | 13 | 13 |
| Sporting Cristal          | 3  | 5  | 5  | 5  | 4  | 4  | 6  | 7  | 5  | 5  | 6  | 6  | 6  |
| Universidad César Vallejo | 6  | 4  | 3  | 3  | 5  | 6  | 4  | 4  | 6  | 6  | 5  | 4  | 4  |
| Universidad San Martín    | 13 | 11 | 8  | 11 | 11 | 11 | 11 | 11 | 11 | 11 | 11 | 11 | 11 |
| UTC                       | 9  | 10 | 9  | 12 | 12 | 12 | 12 | 13 | 13 | 13 | 12 | 12 | 12 |
| Universitario             | 1  | 1  | 1  | 1  | 1  | 1  | 1  | 2  | 1  | 1  | 2  | 2  | 2  |

|  |

### Resultados
- Los horarios corresponden al huso horario de Perú: (UTC-5).

| Fecha 1             | Fecha 1     | Fecha 1             | Fecha 1     | Fecha 1     | Fecha 1     | Fecha 1           |
| Local               | Resultado   | Visitante           | Estadio     | Fecha       | Hora        | TV                |
| ------------------- | ----------- | ------------------- | ----------- | ----------- | ----------- | ----------------- |
| Univ. San Martín    | 0 - 9       | Universitario       | San Marcos  | 29 de mayo  | 10:30       | Movistar Deportes |
| Sport Boys          | 0 - 6       | Carlos A. Mannucci  | San Marcos  | 29 de mayo  | 13:00       | Movistar Deportes |
| Academia Cantolao   | 5 - 1       | UTC                 | San Marcos  | 29 de mayo  | 15:30       | Movistar Deportes |
| Alianza Lima        | 7 - 0       | FC Killas           | San Marcos  | 30 de mayo  | 13:00       | Movistar Deportes |
| Atlético Trujillo   | 1 - 3       | Univ. César Vallejo | San Marcos  | 30 de mayo  | 15:30       | Movistar Deportes |
| Deportivo Municipal | 0 - 7       | Sporting Cristal    | San Marcos  | 30 de mayo  | 18:00       | Movistar Deportes |
| Equipo libre:       | Ayacucho FC | Ayacucho FC         | Ayacucho FC | Ayacucho FC | Ayacucho FC | Ayacucho FC       |

| Fecha 2             | Fecha 2          | Fecha 2             | Fecha 2          | Fecha 2          | Fecha 2          | Fecha 2           |
| Local               | Resultado        | Visitante           | Estadio          | Fecha            | Hora             | TV                |
| ------------------- | ---------------- | ------------------- | ---------------- | ---------------- | ---------------- | ----------------- |
| UTC                 | 0 - 3            | Atlético Trujillo   | San Marcos       | 12 de junio      | 10:30            | Movistar Deportes |
| Universitario       | 8 - 1            | Academia Cantolao   | San Marcos       | 12 de junio      | 13:00            | Movistar Deportes |
| Carlos A. Mannucci  | 4 - 1            | Deportivo Municipal | San Marcos       | 12 de junio      | 15:30            | Movistar Deportes |
| FC Killas           | 2 - 2            | Ayacucho FC         | San Marcos       | 13 de junio      | 10:30            | Movistar Deportes |
| Sporting Cristal    | 0 - 3            | Alianza Lima        | San Marcos       | 13 de junio      | 13:00            | Movistar Deportes |
| Univ. César Vallejo | 6 - 0            | Sport Boys          | San Marcos       | 13 de junio      | 15:30            | Movistar Deportes |
| Equipo libre:       | Univ. San Martín | Univ. San Martín    | Univ. San Martín | Univ. San Martín | Univ. San Martín | Univ. San Martín  |

| Fecha 3             | Fecha 3           | Fecha 3             | Fecha 3           | Fecha 3           | Fecha 3           | Fecha 3           |
| Local               | Resultado         | Visitante           | Estadio           | Fecha             | Hora              | TV                |
| ------------------- | ----------------- | ------------------- | ----------------- | ----------------- | ----------------- | ----------------- |
| Alianza Lima        | 7 - 0             | Ayacucho FC         | San Marcos        | 19 de junio       | 10:30             | Movistar Deportes |
| Sporting Cristal    | 1 - 1             | Carlos A. Mannucci  | San Marcos        | 19 de junio       | 13:00             | Movistar Deportes |
| Deportivo Municipal | 0 - 1             | Univ. César Vallejo | San Marcos        | 19 de junio       | 15:30             | Movistar Deportes |
| Sport Boys          | 2 - 2             | UTC                 | San Marcos        | 20 de junio       | 10:30             | Movistar Deportes |
| Univ. San Martín    | 2 - 1             | FC Killas           | San Marcos        | 20 de junio       | 13:00             | Movistar Deportes |
| Atlético Trujillo   | 0 - 8             | Universitario       | San Marcos        | 20 de junio       | 15:30             | Movistar Deportes |
| Equipo libre:       | Academia Cantolao | Academia Cantolao   | Academia Cantolao | Academia Cantolao | Academia Cantolao | Academia Cantolao |

| Fecha 4             | Fecha 4           | Fecha 4             | Fecha 4           | Fecha 4           | Fecha 4           | Fecha 4           |
| Local               | Resultado         | Visitante           | Estadio           | Fecha             | Hora              | TV                |
| ------------------- | ----------------- | ------------------- | ----------------- | ----------------- | ----------------- | ----------------- |
| FC Killas           | 2 - 1             | Academia Cantolao   | San Marcos        | 26 de junio       | 10:30             | Movistar Deportes |
| Carlos A. Mannucci  | 0 - 1             | Alianza Lima        | San Marcos        | 26 de junio       | 13:00             | Movistar Deportes |
| Universitario       | 6 - 0             | Sport Boys          | San Marcos        | 26 de junio       | 15:30             | Movistar Deportes |
| Univ. César Vallejo | 1 - 2             | Sporting Cristal    | San Marcos        | 26 de junio       | 18:00             | Movistar Deportes |
| Ayacucho FC         | 4 - 2             | Univ. San Martín    | San Marcos        | 27 de junio       | 10:30             | Movistar Deportes |
| UTC                 | 2 - 3             | Deportivo Municipal | San Marcos        | 27 de junio       | 13:00             | Movistar Deportes |
| Equipo libre:       | Atlético Trujillo | Atlético Trujillo   | Atlético Trujillo | Atlético Trujillo | Atlético Trujillo | Atlético Trujillo |

| Fecha 5             | Fecha 5    | Fecha 5             | Fecha 5    | Fecha 5    | Fecha 5    | Fecha 5           |
| Local               | Resultado  | Visitante           | Estadio    | Fecha      | Hora       | TV                |
| ------------------- | ---------- | ------------------- | ---------- | ---------- | ---------- | ----------------- |
| Deportivo Municipal | 1 - 5      | Universitario       | San Marcos | 3 de julio | 10:30      | Movistar Deportes |
| Univ. San Martín    | 0 - 9      | Alianza Lima        | San Marcos | 3 de julio | 13:00      | Movistar Deportes |
| Carlos A. Mannucci  | 2 - 0      | Univ. César Vallejo | San Marcos | 3 de julio | 15:30      | Movistar Deportes |
| Academia Cantolao   | 3 - 0      | Ayacucho FC         | San Marcos | 4 de julio | 10:30      | Movistar Deportes |
| Sporting Cristal    | 3 - 0      | UTC                 | San Marcos | 4 de julio | 13:00      | Movistar Deportes |
| Atlético Trujillo   | 3 - 4      | FC Killas           | San Marcos | 4 de julio | 15:30      | Movistar Deportes |
| Equipo libre:       | Sport Boys | Sport Boys          | Sport Boys | Sport Boys | Sport Boys | Sport Boys        |

| Fecha 6          | Fecha 6             | Fecha 6             | Fecha 6             | Fecha 6             | Fecha 6             | Fecha 6             |
| Local            | Resultado           | Visitante           | Estadio             | Fecha               | Hora                | TV                  |
| ---------------- | ------------------- | ------------------- | ------------------- | ------------------- | ------------------- | ------------------- |
| Alianza Lima     | 2 - 0               | Univ. César Vallejo | San Marcos          | 6 de julio          | 10:30               | Movistar Deportes   |
| UTC              | 1 - 4               | Carlos A. Mannucci  | San Marcos          | 6 de julio          | 13:00               | Movistar Deportes   |
| Ayacucho FC      | 0 - 1               | Atlético Trujillo   | San Marcos          | 6 de julio          | 15:30               | Movistar Deportes   |
| Univ. San Martín | 0 - 1               | Academia Cantolao   | San Marcos          | 7 de julio          | 10:30               | Movistar Deportes   |
| Universitario    | 1 - 0               | Sporting Cristal    | San Marcos          | 7 de julio          | 13:00               | Movistar Deportes   |
| FC Killas        | 3 - 2               | Sport Boys          | San Marcos          | 7 de julio          | 15:30               | Movistar Deportes   |
| Equipo libre:    | Deportivo Municipal | Deportivo Municipal | Deportivo Municipal | Deportivo Municipal | Deportivo Municipal | Deportivo Municipal |

| Fecha 7             | Fecha 7          | Fecha 7          | Fecha 7          | Fecha 7          | Fecha 7          | Fecha 7           |
| Local               | Resultado        | Visitante        | Estadio          | Fecha            | Hora             | TV                |
| ------------------- | ---------------- | ---------------- | ---------------- | ---------------- | ---------------- | ----------------- |
| Deportivo Municipal | 1 - 1            | FC Killas        | San Marcos       | 10 de julio      | 10:30            | Movistar Deportes |
| Carlos A. Mannucci  | 0 - 2            | Universitario    | San Marcos       | 10 de julio      | 13:00            | Movistar Deportes |
| Academia Cantolao   | 0 - 4            | Alianza Lima     | San Marcos       | 10 de julio      | 15:30            | Movistar Deportes |
| Sport Boys          | 1 - 2            | Ayacucho FC      | San Marcos       | 11 de julio      | 10:30            | Movistar Deportes |
| Univ. César Vallejo | 3 - 0            | UTC              | San Marcos       | 11 de julio      | 13:00            | Movistar Deportes |
| Atlético Trujillo   | 4 - 1            | Univ. San Martín | San Marcos       | 11 de julio      | 15:30            | Movistar Deportes |
| Equipo libre:       | Sporting Cristal | Sporting Cristal | Sporting Cristal | Sporting Cristal | Sporting Cristal | Sporting Cristal  |

| Fecha 8           | Fecha 8            | Fecha 8             | Fecha 8            | Fecha 8            | Fecha 8            | Fecha 8            |
| Local             | Resultado          | Visitante           | Estadio            | Fecha              | Hora               | TV                 |
| ----------------- | ------------------ | ------------------- | ------------------ | ------------------ | ------------------ | ------------------ |
| Univ. San Martín  | 3 - 2              | Sport Boys          | San Marcos         | 17 de julio        | 10:30              | Movistar Deportes  |
| Universitario     | 1 - 0              | Univ. César Vallejo | San Marcos         | 17 de julio        | 13:00              | Movistar Deportes  |
| FC Killas         | 1 - 1              | Sporting Cristal    | San Marcos         | 17 de julio        | 15:30              | Movistar Deportes  |
| Ayacucho FC       | 0 - 5              | Deportivo Municipal | San Marcos         | 18 de julio        | 10:30              | Movistar Deportes  |
| Alianza Lima      | 7 - 0              | UTC                 | San Marcos         | 18 de julio        | 13:00              | Movistar Deportes  |
| Academia Cantolao | 4 - 1              | Atlético Trujillo   | San Marcos         | 18 de julio        | 15:30              | Movistar Deportes  |
| Equipo libre:     | Carlos A. Mannucci | Carlos A. Mannucci  | Carlos A. Mannucci | Carlos A. Mannucci | Carlos A. Mannucci | Carlos A. Mannucci |

| Fecha 9             | Fecha 9             | Fecha 9             | Fecha 9             | Fecha 9             | Fecha 9             | Fecha 9             |
| Local               | Resultado           | Visitante           | Estadio             | Fecha               | Hora                | TV                  |
| ------------------- | ------------------- | ------------------- | ------------------- | ------------------- | ------------------- | ------------------- |
| Sport Boys          | 0 - 7               | Academia Cantolao   | San Marcos          | 24 de julio         | 10:30               | Movistar Deportes   |
| Carlos A. Mannucci  | 4 - 1               | FC Killas           | San Marcos          | 24 de julio         | 13:00               | Movistar Deportes   |
| Atlético Trujillo   | 0 - 10              | Alianza Lima        | San Marcos          | 24 de julio         | 15:30               | Movistar Deportes   |
| Deportivo Municipal | 2 - 0               | Univ. San Martín    | San Marcos          | 25 de julio         | 10:30               | Movistar Deportes   |
| UTC                 | 0 - 14              | Universitario       | San Marcos          | 25 de julio         | 13:00               | Movistar Deportes   |
| Sporting Cristal    | 9 - 2               | Ayacucho FC         | San Marcos          | 25 de julio         | 15:30               | Movistar Deportes   |
| Equipo libre:       | Univ. César Vallejo | Univ. César Vallejo | Univ. César Vallejo | Univ. César Vallejo | Univ. César Vallejo | Univ. César Vallejo |

| Fecha 10          | Fecha 10  | Fecha 10            | Fecha 10   | Fecha 10    | Fecha 10 | Fecha 10          |
| Local             | Resultado | Visitante           | Estadio    | Fecha       | Hora     | TV                |
| ----------------- | --------- | ------------------- | ---------- | ----------- | -------- | ----------------- |
| Academia Cantolao | 1 - 0     | Deportivo Municipal | San Marcos | 31 de julio | 10:00    | Movistar Deportes |
| FC Killas         | 0 - 2     | Univ. César Vallejo | San Marcos | 31 de julio | 12:30    | Movistar Deportes |
| Alianza Lima      | 0 - 0     | Universitario       | San Marcos | 31 de julio | 15:30    | Movistar Deportes |
| Ayacucho FC       | 0 - 5     | Carlos A. Mannucci  | San Marcos | 1 de agosto | 10:30    | Movistar Deportes |
| Univ. San Martín  | 1 - 6     | Sporting Cristal    | San Marcos | 1 de agosto | 13:00    | Movistar Deportes |
| Atlético Trujillo | 3 - 0     | Sport Boys          | San Marcos | 1 de agosto | 15:30    | Movistar Deportes |
| Equipo libre:     | UTC       | UTC                 | UTC        | UTC         | UTC      | UTC               |

| Fecha 11            | Fecha 11      | Fecha 11          | Fecha 11      | Fecha 11      | Fecha 11      | Fecha 11          |
| Local               | Resultado     | Visitante         | Estadio       | Fecha         | Hora          | TV                |
| ------------------- | ------------- | ----------------- | ------------- | ------------- | ------------- | ----------------- |
| Carlos A. Mannucci  | 6 - 1         | Univ. San Martín  | San Marcos    | 7 de agosto   | 10:30         | Movistar Deportes |
| Sporting Cristal    | 1 - 2         | Academia Cantolao | San Marcos    | 7 de agosto   | 13:00         | Movistar Deportes |
| Deportivo Municipal | 3 - 2         | Atlético Trujillo | San Marcos    | 7 de agosto   | 15:30         | Movistar Deportes |
| Univ. César Vallejo | 2 - 0         | Ayacucho FC       | San Marcos    | 8 de agosto   | 10:30         | Movistar Deportes |
| Sport Boys          | 0 - 14        | Alianza Lima      | San Marcos    | 8 de agosto   | 13:00         | Movistar Deportes |
| UTC                 | 1 - 1         | FC Killas         | San Marcos    | 8 de agosto   | 15:30         | Movistar Deportes |
| Equipo libre:       | Universitario | Universitario     | Universitario | Universitario | Universitario | Universitario     |

| Fecha 12          | Fecha 12     | Fecha 12            | Fecha 12     | Fecha 12     | Fecha 12     | Fecha 12          |
| Local             | Resultado    | Visitante           | Estadio      | Fecha        | Hora         | TV                |
| ----------------- | ------------ | ------------------- | ------------ | ------------ | ------------ | ----------------- |
| Univ. San Martín  | 0 - 5        | Univ. César Vallejo | San Marcos   | 14 de agosto | 10:30        | Movistar Deportes |
| Sport Boys        | 1 - 4        | Deportivo Municipal | San Marcos   | 14 de agosto | 13:00        | Movistar Deportes |
| Academia Cantolao | 0 - 3        | Carlos A. Mannucci  | San Marcos   | 14 de agosto | 15:30        | Movistar Deportes |
| Ayacucho FC       | 9 - 1        | UTC                 | San Marcos   | 15 de agosto | 10:30        | Movistar Deportes |
| FC Killas         | 0 - 3        | Universitario       | San Marcos   | 15 de agosto | 13:00        | Movistar Deportes |
| Atlético Trujillo | 1 - 0        | Sporting Cristal    | San Marcos   | 15 de agosto | 15:30        | Movistar Deportes |
| Equipo libre:     | Alianza Lima | Alianza Lima        | Alianza Lima | Alianza Lima | Alianza Lima | Alianza Lima      |

| Fecha 13            | Fecha 13  | Fecha 13          | Fecha 13   | Fecha 13     | Fecha 13  | Fecha 13          |
| Local               | Resultado | Visitante         | Estadio    | Fecha        | Hora      | TV                |
| ------------------- | --------- | ----------------- | ---------- | ------------ | --------- | ----------------- |
| Carlos A. Mannucci  | 0 - 3     | Atlético Trujillo | San Marcos | 21 de agosto | 10:30     | Movistar Deportes |
| Univ. César Vallejo | 1 - 1     | Academia Cantolao | San Marcos | 21 de agosto | 13:00     | Movistar Deportes |
| UTC                 | 1 - 2     | Univ. San Martín  | San Marcos | 21 de agosto | 15:30     | Movistar Deportes |
| Universitario       | 5 - 0     | Ayacucho FC       | San Marcos | 22 de agosto | 10:30     | Movistar Deportes |
| Deportivo Municipal | 0 - 4     | Alianza Lima      | San Marcos | 22 de agosto | 13:00     | Movistar Deportes |
| Sporting Cristal    | 10 - 0    | Sport Boys        | San Marcos | 22 de agosto | 15:30     | Movistar Deportes |
| Equipo libre:       | FC Killas | FC Killas         | FC Killas  | FC Killas    | FC Killas | FC Killas         |

## Fase final
|  | Repechajes | Repechajes          | Repechajes    |                     |       | Semifinales | Semifinales | Semifinales |  |              | Final        | Final | Final |  |
|  |            |                     |               |                     |       |             |             |             |  |              |              |       |       |  |
|  |            |                     |               |                     |       |             |             |             |  |              |              |       |       |  |
|  |            |                     |               |                     |       |             |             |             |  |              |              |       |       |  |
|  |            |                     |               |                     |       |             |             |             |  |              |              |       |       |  |
|  |            |                     |               |                     |       |             |             |             |  |              |              |       |       |  |
|  |            | 1.°                 | Alianza Lima  | 1 (5)               |       |             |             |             |  |              |              |       |       |  |
|  | R1         | 1.°                 | Alianza Lima  | 1 (5)               |       |             |             |             |  |              |              |       |       |  |
|  |            |                     | R1            | Univ. César Vallejo | 1 (4) |             |             |             |  |              |              |       |       |  |
|  | 5.°        | Academia Cantolao   | R1            | Univ. César Vallejo | 1 (4) | 0           |             |             |  |              |              |       |       |  |
|  | 5.°        | Academia Cantolao   |               |                     |       |             |             |             |  |              |              |       |       |  |
|  | 4.°        | Univ. César Vallejo | 4             |                     |       |             |             |             |  |              |              |       |       |  |
|  | 4.°        | Univ. César Vallejo | 4             |                     |       |             |             |             |  | Alianza Lima | Alianza Lima | 1     |       |  |
|  |            |                     |               |                     |       |             |             |             |  | Alianza Lima | Alianza Lima | 1     |       |  |
|  |            |                     | Universitario | Universitario       | 0     |             |             |             |  |              |              |       |       |  |
|  |            |                     | Universitario | Universitario       | 0     |             |             |             |  |              |              |       |       |  |
|  |            |                     |               |                     |       |             |             |             |  |              |              |       |       |  |
|  |            |                     |               |                     |       |             |             |             |  |              |              |       |       |  |
|  |            | 2.°                 | Universitario | 1                   |       |             |             |             |  |              |              |       |       |  |
|  | R2         | 2.°                 | Universitario | 1                   |       |             |             |             |  |              |              |       |       |  |
|  |            |                     | R2            | Sporting Cristal    | 0     |             |             |             |  |              |              |       |       |  |
|  | 3.°        | Carlos A. Mannucci  | R2            | Sporting Cristal    | 0     | 2           |             |             |  |              |              |       |       |  |
|  | 3.°        | Carlos A. Mannucci  |               |                     |       |             |             |             |  |              |              |       |       |  |
|  | 6.°        | Sporting Cristal    | 3             |                     |       |             |             |             |  |              |              |       |       |  |
|  | 6.°        | Sporting Cristal    | 3             |                     |       |             |             |             |  |              |              |       |       |  |
|  |            |                     |               |                     |       |             |             |             |  |              |              |       |       |  |

### Repechajes
Repechaje 1
| 25 de agosto, 10:30 | Academia Cantolao | 0:4     | Universidad César Vallejo                       | Estadio San Marcos, Lima   |                            |
|                     |                   | Reporte | 1' Gherson · 25' Joya · 59' (t.l.) 90+2' Flores | Árbitra: Elizabeth Tintaya | Árbitra: Elizabeth Tintaya |

Repechaje 2
| 25 de agosto, 13:30 | Carlos A. Mannucci     | 2:3     | Sporting Cristal               | Estadio San Marcos, Lima     |                              |
|                     | Mamani 66' · Bravo 78' | Reporte | 25' 60' Espejo · 42' Jainudeen | Árbitro(s): Sebastián Lozano | Árbitro(s): Sebastián Lozano |

### Semifinales
Semifinal 1
| 29 de agosto de 2021, 12:00 | Alianza Lima                               | 1:1 (5:4 p.)               | Universidad César Vallejo                | Estadio San Marcos, Lima |                     |
|                             | Romero 24'                                 | Reporte                    | 22' (t.l.) Flores                        | Árbitra: Gaby Oncoy      | Árbitra: Gaby Oncoy |
|                             |                                            | Tiros desde el punto penal |                                          |                          |                     |
|                             | Lúcar · Romero · Reyes · Dorador · Tristán |                            | Parró · Dávila · Gálvez · Flores · Luque |                          |                     |

Semifinal 2
| 29 de agosto, 15:00 | Universitario | 1:0     | Sporting Cristal | Estadio San Marcos, Lima  |                           |
|                     | Flores 77'    | Reporte |                  | Árbitra: Priscila Vásquez | Árbitra: Priscila Vásquez |

### Final
| 4 de septiembre, 16:00 | Alianza Lima | 1:0     | Universitario | Estadio San Marcos, Lima   |                            |
|                        | Romero 14'   | Reporte |               | Árbitra: Elizabeth Tintaya | Árbitra: Elizabeth Tintaya |

| |
| Campeón Club Alianza Lima 1.º título de la Liga Femenina FPF Clasifica a la Copa Libertadores Femenina 2021. |

## Datos y estadísticas
Fuente: Challenge.Place
| Adriana Lúcar                           | Alianza Lima              | 23 | 14 |
| Neidy Romero                            | Alianza Lima              | 15 | 13 |
| Sabrina Ramírez                         | Universitario             | 12 | 14 |
| Milena Tomayconsa                       | Universitario             | 11 | 11 |
| Julia Mamani                            | Carlos A. Mannucci        | 11 | 11 |
| Miryam Tristán                          | Alianza Lima              | 10 | 9  |
| Luz Campoverde                          | Carlos A. Mannucci        | 8  | 8  |
| Irina Cruz                              | Atlético Trujillo         | 8  | 8  |
| Xioczana Canales                        | Universitario             | 8  | 10 |
| María José Parró                        | Universidad César Vallejo | 8  | 12 |
| Shannen Jainudeen                       | Sporting Cristal          | 7  | 8  |
| Melicia Aguilar                         | Ayacucho FC               | 7  | 11 |
| Gladys Dorador                          | Alianza Lima              | 7  | 13 |
| Emily Flores                            | Universidad César Vallejo | 7  | 15 |
| Nadia Yopla                             | Atlético Trujillo         | 6  | 7  |
| Alessia Sanllehi                        | Sporting Cristal          | 6  | 10 |
| Lesly Alvarado                          | FC Killas                 | 6  | 11 |
| Claudia Daga                            | Academia Cantolao         | 6  | 13 |
| Actualizado el 4 de septiembre de 2021. |                           |    |    |

| Gladys Dorador                          | Alianza Lima        | 15 | 11 |
| Sabrina Ramírez                         | Universitario       | 10 | 13 |
| Sandra Arévalo                          | Sporting Cristal    | 8  | 13 |
| Miryam Tristán                          | Alianza Lima        | 7  | 8  |
| Melicia Aguilar                         | Ayacucho FC         | 7  | 11 |
| Adriana Lúcar                           | Alianza Lima        | 7  | 12 |
| Geraldine Cisneros                      | Universitario       | 6  | 12 |
| Xioczana Canales                        | Universitario       | 6  | 10 |
| Stephannie Vásquez                      | Universitario       | 6  | 12 |
| Fadye Jábali                            | Deportivo Municipal | 5  | 11 |
| Gianella Romero                         | Universitario       | 5  | 12 |
| Actualizado el 4 de septiembre de 2021. |                     |    |    |

### Tripletes o más
A continuación se detallan los tripletes conseguidos a lo largo de la temporada.
| Fecha      | Jugadora           | Goles                         | Local                  | Resultado | Visitante           | Jornada  |
| ---------- | ------------------ | ----------------------------- | ---------------------- | --------- | ------------------- | -------- |
| 30/05/2021 | Adriana Lúcar      | 17' 62' 71'                   | Alianza Lima           | 7 – 0     | FC Killas           | Fecha 1  |
| 30/05/2021 | Sandra Arévalo     | 12' 54' 60'                   | Deportivo Municipal    | 0 – 7     | Sporting Cristal    | Fecha 1  |
| 12/06/2021 | Irina Cruz         | 3' 27' 55'                    | UTC                    | 0 – 3     | Atlético Trujillo   | Fecha 2  |
| 13/06/2021 | Kiara Larrea       | 21' 59' 66'                   | Univ. César Vallejo    | 6 – 0     | Sport Boys          | Fecha 2  |
| 19/06/2021 | Adriana Lúcar      | 25' 26' 37' 53' 70'           | Alianza Lima           | 7 – 0     | Ayacucho FC         | Fecha 3  |
| 20/06/2021 | Sabrina Ramírez    | 57' 70' 90+4'                 | Atlético Trujillo      | 0 – 8     | Universitario       | Fecha 3  |
| 03/07/2021 | Adriana Lúcar      | 17' 52' 77' 83'               | Universidad San Martín | 0 – 9     | Alianza Lima        | Fecha 5  |
| 04/07/2021 | Irina Cruz         | 12' 62' 67'                   | Atlético Trujillo      | 3 – 4     | FC Killas           | Fecha 5  |
| 18/07/2021 | Marie Anne Briceño | 1' 36' 39'                    | Ayacucho FC            | 0 – 5     | Deportivo Municipal | Fecha 8  |
| 18/07/2021 | Miryam Tristán     | 11' 23' 31'                   | Alianza Lima           | 7 – 0     | UTC                 | Fecha 8  |
| 24/07/2021 | Kely Peralta       | 19' 49' 52' 79'               | Sport Boys             | 0 – 7     | Academia Cantolao   | Fecha 9  |
| 24/07/2021 | Adriana Lúcar      | 16' 28' 36' 52' 63'           | Atlético Trujillo      | 0 – 10    | Alianza Lima        | Fecha 9  |
| 24/07/2021 | Neidy Romero       | 35' 76' 79'                   | Atlético Trujillo      | 0 – 10    | Alianza Lima        | Fecha 9  |
| 25/07/2021 | Geraldine Cisneros | 29' 49' 80'                   | UTC                    | 0 – 14    | Universitario       | Fecha 9  |
| 25/07/2021 | María Ruiz         | 78' 81' 90+3'                 | UTC                    | 0 – 14    | Universitario       | Fecha 9  |
| 25/07/2021 | Alessia Sanllehi   | 50' 70' 90+1'                 | Sporting Cristal       | 9 – 2     | Ayacucho FC         | Fecha 9  |
| 01/08/2021 | Luz Campoverde     | 4' 30' 88'                    | Ayacucho FC            | 0 – 5     | Carlos A. Mannucci  | Fecha 10 |
| 08/08/2021 | Adriana Lúcar      | 10' 16' 57'                   | UTC                    | 0 – 14    | Alianza Lima        | Fecha 11 |
| 08/08/2021 | Neidy Romero       | 38' 64' 70'                   | UTC                    | 0 – 14    | Alianza Lima        | Fecha 11 |
| 14/08/2021 | María José Parró   | 73' 80' 83'                   | Universidad San Martín | 0 – 5     | Univ. César Vallejo | Fecha 12 |
| 14/08/2021 | Julia Mamani       | 14' 22' 78'                   | Academia Cantolao      | 0 – 3     | Carlos A. Mannucci  | Fecha 12 |
| 15/08/2021 | Rayda Ricra        | 29' 32' 33'                   | Ayacucho FC            | 9 – 1     | UTC                 | Fecha 12 |
| 15/08/2021 | Melicia Aguilar    | 39' 49' (t.l.) 57' (t.l.) 84' | Ayacucho FC            | 9 – 1     | UTC                 | Fecha 12 |
| 22/08/2021 | Shannen Jainudeen  | 18' 27' 32' 39' 41'           | Sporting Cristal       | 10 – 0    | Sport Boys          | Fecha 13 |

### Autogoles
| Fecha      | Jugadora         | Minuto                 | Local                     | Resultado | Visitante          | Jornada  |
| ---------- | ---------------- | ---------------------- | ------------------------- | --------- | ------------------ | -------- |
| 29/05/2021 | Ena Terzi        | 0 - 4, 63'             | Sport Boys                | 0 – 6     | Carlos A. Mannucci | Fecha 1  |
| 20/06/2021 | Jeniffer Ríos    | 0 - 1, 17'             | Atlético Trujillo         | 0 – 8     | Universitario      | Fecha 3  |
| 26/06/2021 | Mariu Rodríguez  | 0 - 1, 28'             | Universidad César Vallejo | 1 – 2     | Sporting Cristal   | Fecha 4  |
| 04/07/2021 | Esther Lobatón   | 2 - 0, 65'             | Academia Cantolao         | 3 – 0     | Ayacucho FC        | Fecha 5  |
| 01/08/2021 | Débora Fernández | 0 - 3, 29'             | Universidad San Martín    | 1 – 6     | Sporting Cristal   | Fecha 10 |
| 08/08/2021 | Luz Chinguel     | 0 - 1, 3' ; 0 - 5, 20' | Sport Boys                | 0 – 14    | Alianza Lima       | Fecha 11 |
| 08/08/2021 | Erika Kadena     | 0 - 13, 60'            | Sport Boys                | 0 – 14    | Alianza Lima       | Fecha 11 |
| 08/08/2021 | Kiana Villacorta | 0 - 14, 66'            | Sport Boys                | 0 – 14    | Alianza Lima       | Fecha 11 |
| 08/08/2021 | Tania Roncal     | 1 - 1, 90+3'           | UTC                       | 1 – 1     | FC Killas          | Fecha 11 |